# Rubén Galindo
Pour les articles homonymes, voir Galindo (homonymie).
Rubén Galindo est un acteur, réalisateur, scénariste et producteur de cinéma mexicain.

## Biographie
Rubén Galindo est également producteur d'émissions de télévision et de séries télévisées. Son fils Rubén Galindo Jr. est lui aussi cinéaste.

## Filmographie

### Comme réalisateur
- 1970 : Un Amante anda suelto
- 1971 : Aguilas de acero
- 1971 : Los Desalmados
- 1971 : Nido de fieras
- 1971 : Todo el horizonte para morir
- 1972 : Buscando una sonrisa
- 1972 : Un Sueño de amor
- 1973 : Lágrimas de mi barrio
- 1973 : Pilotos de combate
- 1973 : Santo contra los asesinos de otros mundos
- 1974 : Debieron ahorcarlos antes
- 1974 : La Amargura de mi raza
- 1974 : La Carrera del millon
- 1974 : Pistolero del diablo
- 1974 : Pistoleros bajo el sol
- 1974 : Traiganlos vivos o muertos
- 1975 : El Agente viajero
- 1975 : El Hijo de los pobres
- 1976 : Los Desarraigados
- 1976 : Santo vs. las lobas
- 1976 : Yo y mi mariachi
- 1977 : El Hijo del palenque
- 1977 : La Muerte del soplon
- 1978 : El Llanto de los pobres
- 1978 : La Banda del carro rojo
- 1979 : 357 magnum
- 1979 : El Fin del tahur
- 1979 : La Niña de la mochila azul
- 1980 : Cuentos colorados
- 1980 : El Ladrón fenomeno
- 1980 : El Oreja rajada
- 1980 : La Noche del Ku-Klux-Klan
- 1980 : Los Dos amigos
- 1981 : La Niña de la mochila azul 2
- 1982 : La Mugrosita
- 1983 : La Esperanza de los pobres
- 1983 : La Golfa del barrio
- 1983 : Lobo salvaje
- 1984 : Hombres de acción
- 1984 : La Niña de los hoyitos
- 1985 : Narco terror
- 1986 : cazador de malditos Yako
- 1986 : El Cachas de oro
- 1988 : Águila de verano
- 1989 : El Pájaro con suelas
- 1989 : El Rey de la selva
- 1995 : Fuera ropa
- 1998 : Embrujo de rock

### Comme scénariste
- 1964 : El Halcón solitario
- 1966 : Los Tres salvajes
- 1967 : Amanecí en tus brazos
- 1968 : Los Amores de Juan Charrasqueado
- 1971 : Aguilas de acero
- 1971 : Los Desalmados
- 1971 : Ya somos hombres
- 1972 : Buscando una sonrisa
- 1972 : Un Sueño de amor
- 1973 : Lágrimas de mi barrio
- 1973 : Pilotos de combate
- 1973 : Santo contra los asesinos de otros mundos
- 1974 : Traiganlos vivos o muertos
- 1975 : El Agente viajero
- 1975 : El Hijo de los pobres
- 1976 : Los Desarraigados
- 1976 : Yo y mi mariachi
- 1978 : El Llanto de los pobres
- 1978 : La Banda del carro rojo
- 1979 : 357 magnum
- 1980 : El Ladrón fenomeno
- 1980 : El Oreja rajada
- 1980 : Los Dos amigos
- 1983 : La Golfa del barrio
- 1984 : La Niña de los hoyitos
- 1986 : Yako, cazador de malditos
- 1989 : El Pájaro con suelas
- 1990 : Colmillos, el hombre lobo
- 1995 : Fuera ropa
- 1997 : Al norte del corazón (TV)
- 2004 : Amy, la niña de la mochila azul (TV)

### Comme producteur

#### Cinéma
- 1964 : El Halcón solitario
- 1965 : Mi ley es un revólver
- 1983 : La Golfa del barrio
- 1984 : Nosotros los pelados
- 1990 : El Estrangulador de la rosa
- 1990 : La Ley de la mafia
- 1991 : La Pistola del pájaro
- 1997 : Modern Rhapsody
- 2004 : Desnudos
- 2007 : Pamela por amor
- 2007 : Buscando a Timbiriche, la nueva banda (télé-réalité)

#### Télévision
- 2001 : No te equivoques
- 2005 : Bailando por un sueño
- 2006 : Cantando por un sueño

### Comme acteur
- 1948 : En la Hacienda de la Flor d'Ernesto Cortázar
- 1949 : Cara sucia de Carlos Orellana
- 1952 : El Derecho de nacer de Zacarías Gómez Urquiza
- 1960 : La Sombra en defensa de la juventud de Jaime Salvador
- 1968 : Los Amores de Juan Charrasqueado de Miguel M. Delgado
- 1969 : Una Noche bajo la tormenta de José Elías Moreno